# Панайот Пеев
Панайот Янков Пеев е български офицер (генерал-майор).

## Биография
Панайот Пеев е роден на 17 септември 1859 г. в Пловдив. Учи в класното училище в Пловдив. През 1879 г. завършва в първия випуск на военното училище в София, като на 10 май е произведен в чин подпоручик. На 15 май е назначен като младши офицер в 1-ва пловдивска дружина на Източнорумелийската милиция, след което е адютант на генерал-губернатора на Източна Румелия. На 9 юли 1881 г. е произведен в чин поручик, а на 9 септември 1885 г. в чин капитан.
През 1885 г. е адютант на 9-а Харманлийска дружина на Източнорумелийската милиция, като от ноември е командир на 9-а Харманлийска дружина на Източнорумелийската милиция. По-късно работи като началник на Канцеларията на Военното министерство, началник на Пловдивското военно окръжие и служи в 12-и пехотен балкански полк. На 17 април 1887 г. е произведен в чин майор, 1892 г. в чин подполковник, а през 1896 г. в чин полковник.
Генерал-майор Панайот Пеев умира на 6 декември 1935 г. в София.

## Военни звания
- Прапоршчик (10 май 1879)
- Подпоручик (1 ноември 1879, преименуван)
- Поручик (9 юли 1881)
- Капитан (9 септември 1885)
- Майор (17 април 1887)
- Подполковник (1892)
- Полковник (1896)
- Генерал-майор (18 май 1905)

## Награди
- Орден „За храброст“